# Stavertsi
Stavertsi (bulgariska: Ставерци) är ett distrikt i Bulgarien.   Det ligger i kommunen Obsjtina Dolna Mitropolija och regionen Pleven, i den nordvästra delen av landet, 120 km nordost om huvudstaden Sofia.
Trakten runt Stavertsi består till största delen av jordbruksmark. Runt Stavertsi är det ganska glesbefolkat, med 35 invånare per kvadratkilometer.